# Georg Letham. Arzt und Mörder
Georg Letham. Arzt und Mörder ist ein Roman von Ernst Weiß, der 1931 im Paul Zsolnay Verlag in Wien erschien.
Der Ich-Erzähler Dr. med. Georg Letham jun. schreibt sich frei von seiner Schuld. Letham, Gattenmörder, experimenteller Pathologe und Bakteriologe, erzählt, wie er in einer Strafkolonie in den Tropen erfolgreich sühnt, indem er im Selbstversuch gegen das Gelbfieber kämpft.

## Zeit und Ort
Der Roman spielt in den 1920er Jahren in der tropischen Stadt C. auf einer Halbinsel in Südamerika, sehr weit südlich vom Panamakanal entfernt. Die Flucht nach Brasilien wird erwogen. Rio de Janeiro ist sieben Tagesreisen entfernt.
Mit der Hafenstadt C. und seinen „Felsinseln“ im Atlantik könnte Cayenne in Französisch-Guayana gemeint sein. Der tropischen Stadt, auf der gleichnamigen Halbinsel gelegen, ist die berüchtigte Teufelsinsel vorgelagert. Cayenne ist knapp 200 km von Brasilien entfernt.

## Handlung
In Georg Lethams Herzen gibt es keine Liebe. Er peinigt seine „unschöne, liebessüchtige“, aber wohlhabende Gattin. Die ihm hündisch ergebene, alternde Frau bittet um eine Morphiumspritze. Er spritzt ihr stattdessen eine letale Dosis „Toxin Y“. Nach dem Tode seiner Frau kommt der 40-jährige Mörder in Untersuchungshaft. Darin will er „ohne Geständnis und ohne Lüge durchhalten“. Der Bruder, nicht der reiche, geizige Vater, kümmert sich um den Häftling. Georg Letham wird „wegen Giftmordes zu lebenslänglicher Zwangsarbeit verurteilt“. Der Erzähler hat zwar „das Todesjammern“ seiner Frau noch im Ohr, doch er gesteht dem Leser: „Meine Tat war notwendig gewesen, war mir aus meinem Herzen gekommen“. Trotz allem hat der Mörder sein Leben noch lieb.
Während des Transports auf das Schiff, das die Gefangenen in die Strafkolonie bringen soll, ist Georg Letham an den jungen March gefesselt. Das ist ein Schwuler, der zu 20 Jahren Zwangsarbeit verurteilt ist, weil er seinen ungehorsamen „Liebessklaven“ erschossen hat. Letham erwidert Marchs homoerotische Neigung nicht, duldet aber die Liebesbezeigungen des „hübschen Gefährten“. Während der Überfahrt bekommt Letham auf dem „Verbrecherschiff Mimosa“ seinen ehemaligen Kollegen Carolus zu Gesicht; seinerzeit Statistiker im „Pasteurschen Institut“, jetzt hochrangiger Militärarzt. In C. gelandet, ergattert Letham einen Posten als Wärter für typhuskranke Verbrecherkollegen im Lazarett. Die Alternative wäre Schwerstarbeiter im Wald gewesen. Carolus, in der Nachfolge des Paters Du Tertre in „hitzigem Forscherdrang“ dem Gelbfieber-Erreger auf der Spur, nimmt Letham und March als „Leichendiener“ in sein modern eingerichtetes „Epidemiespital“ auf. Im Spital trifft Letham auf seinen alten Studienfreund Walter. Dessen liebende Gattin Alix Rosamunde Gabriele Therese Walter ist dem Forscher mit den fünf gemeinsamen Kindern widerwillig in die Tropen gefolgt. Als Alix erneut schwanger ist, wird sie von Walter zusammen mit den Kindern nach London geschickt. Letham, in „Sträflingslivree“, darf forschen und forscht nach dem Erreger des Gelbfiebers. Der Gegenstand widersetzt sich der Erforschung. Nicht einmal Pasteur hatte es geschafft. So muss Letham miterleben, wie die 14-jährige Portugiesin Monika-Zerlina-Aglae an der Krankheit elendiglich zugrunde geht. Die „liebreizende, blühende, unschuldsvolle, kindliche“ Monika ist für Letham, den „abgetanen Mann“, die Liebe auf den ersten Blick. „Gegen alle berechnende Vernunft“ empfindet er das „Gefühl von Glück“. Als sich die „kleine Portugiesin zu Tode geschluchzt“ hat, steht der 41-jährige Letham an einem Wendepunkt seines Lebens. Der „auf Lebenszeit verschickte, abgeurteilte Verbrecher, das rechtlose Individuum“, wird von Walter mit der Leitung eines Selbstversuchs, den die ganze Wissenschaftlergruppe aus freiem Willen durchführt, ernannt. Der Versuch basiert auf dem sogenannten „Axiom I“. Danach saugt eine Mücke Blut von einem Gelbfieberkranken und überträgt die Krankheit, wenn sie danach einen Gesunden sticht, beim neuerlichen Blutsaugen auf diesen. Also halten die Forscher Mücken, lassen das Ungeziefer Kranke stechen und bieten sich als Stechobjekte den verseuchten Insekten dar. Letham ist der erste, der von dem beschriebenen Versuch an Gelbfieber erkrankt. Er liegt mit allen lebensbedrohlichen Symptomen der todbringenden Krankheit danieder und registriert gerade noch die „merkwürdige, behagliche Freudigkeit auf den Gesichtern“ seiner „Mitarbeiter“. March, der sich ebenfalls hat stechen lassen, erkrankt auch, aber nur leicht. Walter strengt die Begnadigung aller Deportierten an, die das Mücken-Experiment überleben. Alix erscheint auf der „verseuchten Satansinsel“ und will Walter nach London holen. Der kommt nicht mit. Die rabiate Gattin schlägt ihn ins Gesicht. Der bisher widerstandsfähige Walter erkrankt gleich darauf „post infectionem“. Alix schimpft den „Versuchsleiter“ Letham einen Mörder. Letham aber meint, Alix sei selber eine Mörderin, weil sie angereist ist und somit Walter widerstandslos gemacht habe gegen das Mückengift. Letham geht noch weiter. Er verübt ein „Mückenattentat“ auf Alix, indem er den Stich einer höchstwahrscheinlich verseuchten Mücke in Alix’ Nacken duldet. Dieser „Versuch“ zielt auf die Beantwortung der Frage: Wird das Ungeborene im Mutterleib infiziert? Das Lazarett, in dem sich das Forscherteam und Alix aufhalten, steht unter Quarantäne. Also wird die Gebärende in keinem Krankenhaus der Umgegend aufgenommen. Alix gebiert nach einer Problemgeburt einen Knaben. Letham, überhaupt kein Gynäkologe, betätigt sich als Geburtshelfer. Fortan hasst Alix unverständlicherweise ihren Lebensretter Letham. Die Erklärung: March hat Alix von dem Mückenattentat berichtet. Aber weder Alix noch das Neugeborene stecken sich an. Alix und March hetzen gegen den Sträfling Letham. Dieser will sich von March trennen. March will Letham „besitzen“. Letham will sich March vom Halse schaffen, indem er ihn versetzen lässt. March überlebt einen missglückten Suizid. Letham und March werden begnadigt. Carolus gibt March das Geld für die Überfahrt nach Europa. March bleibt und schließt sich in C. lichtscheuem Gesindel an.
Das nächste Ziel der Forscher, das Gelbfieber durch ein Serum zu unterbinden, scheitert an der Administration. Aber der neue Gouverneur der Kolonie findet die Lösung. Er rottet in einem Vernichtungsfeldzug die Stechmücken aus. Das Gelbfieber geht zurück. Letham schlägt eine Arztstelle aus, die ihm in C. angeboten wird und verschwindet „in der Menge“.

## Vaterkomplex
Lethams Mutter stirbt jung. Der Vater, Nansen-Nachfolger, leitet und überlebt eine „verunglückte Nordpolfahrt“. Lethams Liebesunfähigkeit ist seiner Meinung nach durch den herzlosen Vater verursacht. Dieser unterteilt die Menschen in „klebrige und schlüpfrige Charaktere“ wie „Ratten und Frösche“ und möchte den Sohn abhärten. Z.B. zwingt der Vater den Jungen, zusammen mit Ratten zu nächtigen. Der Erzähler klagt, seine beiden Geschwister seien doch normale Menschen geworden, nur ausgerechnet ihm wurde alle Verworfenheit des Vaters aufgebürdet.

## Liebe
Auch als Mann hat der kinderlose Letham mit jeder Paarbeziehung Pech. Die Ehe ist unglücklich. Die homoerotischen Annäherungen Marchs weist er ab. Als sich Letham der attraktiven, kinderreichen Witwe Alix zuwendet, treibt March sogleich einen Keil in diese gerade entstehende Beziehung: March setzt Alix ins Bild vom Lethams „Mückenattentat“ auf ihr kostbares Leben und ruft damit den unversöhnlichen Hass der hochschwangeren Frau auf Letham hervor. Schließlich wird die aufkeimende Liebe des 41-jährigen Letham zu der blutjungen Portugiesin Monika vom Gelbfieber zunichtegemacht.

## Hamlet
Pazi fasst Letham als Anagramm auf: Hamlet. In der Tat findet sich der Name des Prinzen von Dänemark mehrfach im Roman. Nicht nur dicht unter der Textoberfläche lassen sich Parallelen Letham-Hamlet auffinden. Der Erzähler – er verheimlicht seinen Namen und hat Letham vorgeschoben – lotet sein Ich aus und stößt auf vom Vater „ererbte Sünde“.

## Form
Seine „Erziehung“ durch den Vater macht der Ich-Erzähler dem Leser durch eine über den Text hinweg verstreute Nacherzählung bekannt. Die Rattengeschichten aus dem Vaterhause und während der Nordpolexpedition hinterlassen einen gruseligen Eindruck und sind – im Gegensatz zur späteren Schilderung des Gelbfiebers – doch ziemlich dick aufgetragen. Zudem erscheint einiges in sich unschlüssig. So kümmert sich der Bruder nach der Verurteilung Lethams plötzlich nicht mehr um den aus der bürgerlichen Gesellschaft Ausgestossenen. Und noch ein zweiter Beleg: Walters Gattin heißt erst Laura und dann Alix Rosamunde Gabriele Therese.

## Rezeption
- Ernst Weiß gelang die Niederschrift des „Epos vom bösen Menschen“ Letham, der zum Gattenmörder wird und sich erst danach verwirklicht. Seine Umkehr wird eingeleitet durch das sterbende junge Mädchen[8] Monika.
- Nach Pazi wird die Struktur des Romans bestimmt durch Lethams „Experimente an lebenden Seelen“;[6] schlimmer noch – an „liebenden Herzen“.[9]
- Ernst Weiß, der Dostojewski-Verehrer, lässt Letham aus einem „Sühnedrang“ heraus erzählen.[10]
- Die väterliche Erziehung macht Letham jun. reif zum Gattenmörder.[11]
- „Die beiden … Schlußkapitel des Romans … zeigen den Autor auf dem Höhepunkt seiner künstlerischen Fähigkeiten.“[12]
- Nur ein Arzt und Künstler konnte diesen Text erschaffen.[13]

## Wörter und Wendungen
Pleonasmen
- die „Glasgläser“[14]
- die „Grundbasis“[15]
- etwas „passiv über sich ergehen lassen“[16]